# 国分駐屯地
座標: 北緯31度43分24.4秒 東経130度45分6.8秒 / 北緯31.723444度 東経130.751889度
国分駐屯地（こくぶちゅうとんち、JGSDF Camp Kokubu）は、鹿児島県霧島市国分福島二丁目に所在し、第12普通科連隊等が駐屯する陸上自衛隊の駐屯地である。

## 概要
九州最南端の駐屯地であり、薩摩半島・大隅半島の中間点で且つ交通結節点（同駐屯地を中心に半径25km以内に主要な陸海自施設が存在し、緊要な地点には自動車で約2時間以内に展開できる）に位置し、国際海峡（特定海域）でもある大隅海峡もあり、ちょうど青森駐屯地と同じ役割を持った、南九州地区の防衛の要衝である。また、警備区域内に離島を多数抱える駐屯地でもある。
駐屯地司令は、第12普通科連隊長が兼務。最寄の演習場は、福山演習場と佐多射撃場および霧島演習場。東北東約6kmの位置に200m級射撃場がある。

## 沿革
日本海軍
- 1943年（昭和18年）：海軍飛行場「第一国分基地」が建設開始。出水海軍航空隊の分遣隊が駐留。
- 1944年（昭和19年）：滑走路が完成、国分海軍航空隊に改組。主に「彗星」爆撃隊の基地となる。沖縄戦（菊水作戦）では、海軍の特攻基地の一つにもなる。

陸上自衛隊国分駐屯地
- 1955年（昭和30年）11月21日：陸上自衛隊国分駐屯地として開設[1]、第12普通科連隊が鹿屋駐屯地から移駐。
- 1962年（昭和37年）8月9日：第113教育大隊が都城駐屯地から移駐。

## 駐屯部隊

### 西部方面隊隷下部隊
- 第8師団
  - 第12普通科連隊
  - 第8後方支援連隊
    - 第2整備大隊
      - 第1普通科直接支援中隊：第12普通科連隊を支援
- 西部方面混成団
  - 第113教育大隊
- 西部方面システム通信群
  - 第102基地システム通信大隊
    - 第319基地通信中隊
      - 国分派遣隊
- 西部方面会計隊
  - 第364会計隊
- 国分駐屯地業務隊

### 防衛大臣直轄部隊
- 警務隊
  - 西部方面警務隊
    - 第135地区警務隊
      - 国分派遣隊

- 陸上自衛隊中央輸送隊
  - 第5方面分遣隊　
    - 第3端末地業務班

## 最寄の幹線交通
- 高速道路：東九州自動車道隼人東IC/国分IC、九州自動車道溝辺鹿児島空港IC
- 一般道：国道10号、国道220号、国道223号、国道504号、宮崎県道・鹿児島県道2号都城隼人線、鹿児島県道42号川内加治木線、鹿児島県道83号伊仙天城線、鹿児島県道471号北永野田小浜線
- 鉄道：JR九州日豊本線国分駅
- 港湾：鹿児島港、志布志港（重要港湾）、垂水港、鹿屋港、大根占港、岸良港、内之浦港（地方港湾）
- 飛行場：鹿児島空港（第二種空港）、鹿屋基地（その他の飛行場）

## 重要施設
- 南九州変電所（超高圧変電所）（伊佐市）
- 新鹿児島変電所（一次変電所）（鹿児島市）
- 霧島変電所（一次変電所）（霧島市）
- 大隅変電所（一次変電所）（肝属郡東串良町）
- 高野系統開閉所（曽於市）
- 志布志国家石油備蓄基地（平成16年（2004年）1月現在：備蓄施設容量約500万kl中約438万klを備蓄）（肝属郡東串良町、肝付町）
- 新日本石油基地㈱喜入備蓄基地（世界最大級の原油の中継備蓄基地。備蓄施設容量約735万㎘中約500万㎘を備蓄。そのうち国家備蓄が約250万㎘）（鹿児島市）
- 種子島宇宙センター（宇宙航空研究開発機構(JAXA)。日本最大の宇宙開発施設）（熊毛郡南種子町）
- 増田宇宙通信所（宇宙航空研究開発機構(JAXA)。衛星管制・ロケット追跡施設）（熊毛郡中種子町）
- 内之浦宇宙空間観測所（宇宙航空研究開発機構(JAXA)。科学観測用衛星の打ち上げと追跡・管制施設）（肝属郡肝付町）
- 西之表港、名瀬港（重要港湾）
- 種子島空港、屋久島空港、奄美空港、喜界空港、徳之島空港、沖永良部空港、与論空港、薩摩硫黄島飛行場（第三種空港）
- 海上自衛隊鹿屋航空基地（鹿屋市）
- 海上自衛隊奄美基地（大島郡瀬戸内町）
- 鹿児島県漁業無線局（鹿児島市） 東京VOLMET放送など航空交通・国際報道回線上重要な無線局
- 新日本科学鹿児島本社安全性研究所（霊長類を用いた前臨床試験の研究機関）（鹿児島市）

## スポーツ
- 2013年に、第13回防衛大臣杯全国自衛隊柔道大会団体部門において、大会史上初の五連覇を達成し、優勝回数も最多の10回を更新した[2]。
- 第38回富士登山駅伝において初優勝[3]。第39回大会も優勝し2連覇[4]。